# Felícia Leirner

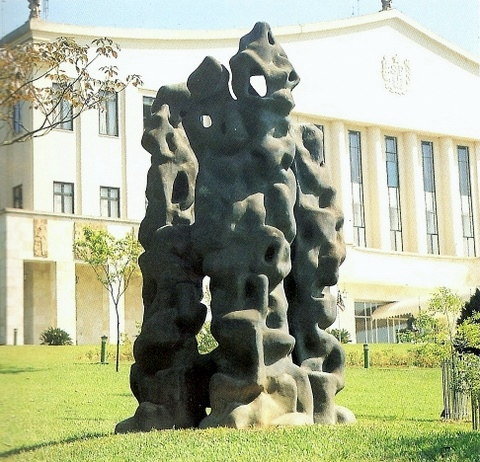
Colunas, 1975/76 (brąz; 410 x 275 cm)

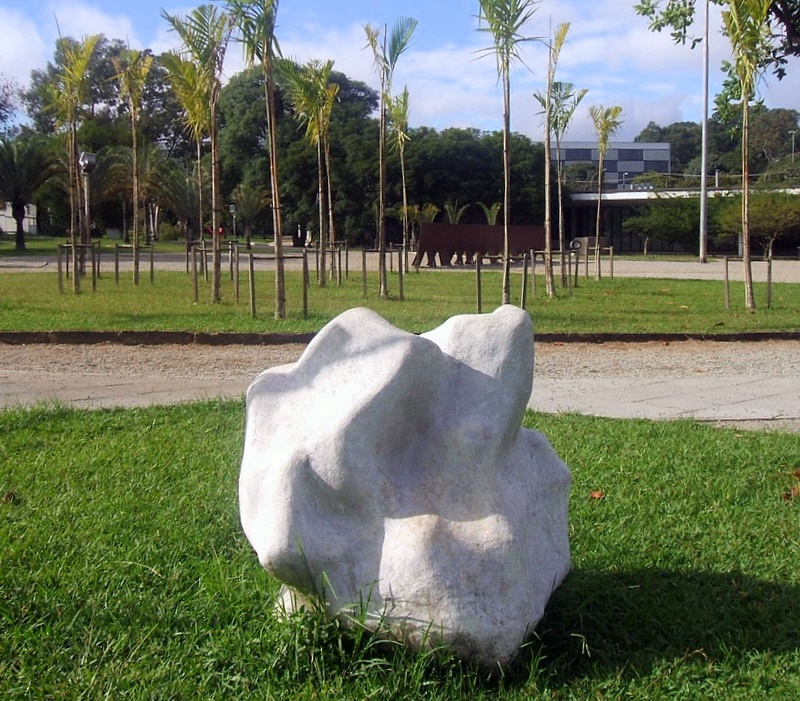
1070, 1973 (bielona zaprawa cementowa, 95 x 101 x 101 cm)

Felícia Leirner (ur. 1904 w Warszawie, zm. 1996 w São Paulo, Brazylia) – brazylijska rzeźbiarka pochodzenia polskiego, uznawana za jedną z najważniejszych artystek brazylijskich XX wieku.

## Życiorys
Urodziła się w rodzinie warszawskich Żydów, Pinkusa i Szeli Aichembaumów, w 1927 razem z mężem Izajaszem Leirnerem emigrowała do Brazylii, początkowo mieszkała w São Paulo. W 1950, w wieku 44 lat rozpoczął studia malarstwa u Yolandy Mohalyi i rzeźbiarskie u Victora Brechereta. Jej pierwsze prace są zaliczane do fazy figuratywnej i pochodzą z lat 1950-1958, w 1953 i 1955 jej prace uczestniczyły w międzynarodowych biennale w São Paulo. W 1955 otrzymała Prêmio de Aquisição Muzeum Sztuki Nowoczesnej w Rio de Janeiro, jej twórczość cieszyła się już wówczas dużym uznaniem w kraju i za granicą. W 1957 jej rzeźby zostały włączone do zbiorów Museu de Arte de São Paulo (MASP) i Muzeum Sztuki Nowoczesnej w Paryżu. Prace Felícii Leirner prezentowały również inne ważne muzea w Europie, takie jak Stedelijk Museum w Amsterdamie i Tate Gallery w Londynie, część prac weszło do ich stałej kolekcji. W 1963 na Biennale de São Paulo przyznano artystce nagrodę dla najlepszego rzeźbiarza brazylijskiego. Między 1958 a 1962 będąc ugruntowaną artystką wkroczyła w nowy etap kariery artystycznej, jakim było wprowadzenie do twórczości abstrakcji. W 1962 wstrząśnięta wczesną śmiercią swojego męża przeprowadziła się z São Paulo do Campos do Jordão, gdzie mieszkała do 1978. W 1963 jej twórczość weszła w tzw. Fazę Krzyży, a następnie w latach 1964-1965 w Fazę Struktur. Uczestniczyła w VIII, IX i X Biennale, podczas X Biennale jej prace wystawiano w oddzielnej sali autorskiej, poczta brazylijska upamiętniając X Biennale wydała znaczek z reprodukcją jej rzeźby. Prace Leirner uczestniczyły wówczas w wystawach w Ermitażu w Rosji, Royale Galerie w Belgii, Ein-Hod w Izraelu i Galerii Współczesnej w Belgradzie. Poszukując nowych kształtów i materiałów przestaje stosować glinę, brąz i granit na rzecz dużych brył białego cementu, ten etap jest nazywany Domowym. Zaczął się on w 1966, jest to etap, gdzie jej twórczość zaczęła być elementem architektury. W 1970 kierując się miłością do fauny i flory rozpoczęła etap Zwierzęcy, w czasie którego powstała bogata kolekcja rzeźb o tematyce zoologicznej. Powstały wówczas rzeźby kolumnowe pełne wnęk i zagłębień, w których mogła się zatrzymywać woda deszczowa służąca ptakom do picia i chłodzenia się. Symbolem tej fazy jest rzeźba wyobrażająca Świętego Franciszka z otwartymi ramionami w oczekiwaniu na wizytę ptaków. Równocześnie stworzyła grupę rzeźb Człowiek i rodzina. Wersję o długości 8 metrów i wysokości 3 metrów wykonaną z granitu ustawiono w ogrodach przed Pałacem Rządu Stanowego São Paulo. Doceniając zaangażowanie artystki w działalność na rzecz natury rząd stanu São Paulo utworzył w 1978 Museu Felícia Leirner, w którym znalazło się 108 prac rzeźbiarki. Międzynarodowe Centrum Rzeźby w Waszyngtonie za pośrednictwem swojego magazynu Sculpture umieściło w 1987 roku park rzeźb Felícia Leirner wśród najważniejszych miejsc na świecie. Felicia Leirner kontynuowała swoją pracę, tworząc prace w pracowni umieszczonej w muzeum. Była to faza Portali, która rozpoczęła się w 1980 roku od wyciętych, płaskich kształtów, które artystka umieszczała w krajobrazie, miały one mieć charakter zagadkowego przesłania. W 1982 umieściła dwie rzeźby ramowe na pokrzywionym drzewie, była to ostatnia jej praca stworzona w muzeum. Przeszła wówczas na emeryturę i powróciła do swojego domu w Campos do Jordão, gdzie spędzała czas na haftowaniu, tkaniu dywaników, rysowaniu i pisaniu. Felicja kontynuowała również produkcję mniejszych rzeźb z gliny, które później odlewano z brązu, prawie wszystkie przedstawiały ptaki. Ostatnie lata spędziła między Campos do Jordão i São Paulo, gdy jest łagodniejszy klimat. 
Felicia Leirner zmarła w wieku 92 lat w swoim domu w São Paulo.
Felicia Leirner jest matką brazylijskiej pisarki, ilustratorki i artystki plastycznej Giseldy Leirner i malarza Nelsona Leirnera oraz babcią krytyczki kulturalnej Sheili Leirner i pisarza Laurence Klingera.

## Najważniejsze prace
- Obras (wybór);
- Figure (Figura -1950), Colección Banco Itaú en São Paulo;
- Composition (Composición - 1962),3 colección de la Tate Modern en Londres;
- Cruzes I (Cruzes - 1963), Museo Felícia Leirner;
- Estruturação II (Estrutura II 1964/65), Museo Felícia Leirner;
- São Francisco (San Francisco de Asís - 1966);
- Escultura (1973), Jardín de Esculturas, Museo de Arte Moderno de São Paulo;
- Colunnas (1975/76), Acervo del Palacio de los Bandeirantes en São Paulo;
- Os Pássaros (Los pájaros - 1978/79), Plaza da Sé, en São Paulo;
- Lua na Janela (1982), Museo Felicia Leirner.